# Croton malabaricus
Espèce
Croton malabaricus est une espèce de plantes à fleurs du genre Croton et de la famille Euphorbiaceae présente au sud-ouest de l'Inde.
Il a pour synonyme :
- Oxydectes malabarica, (Bedd.) Kuntze